# Ionopsidium
Ionopsidium es un género de plantas fanerógamas de  la familia Brassicaceae con seis especies. El género es endémico de la región mediterránea occidental. 

## Especies seleccionadas
- Ionopsidium abulense
- Ionopsidium acaule
- Ionopsidium albiflorum
- Ionopsidium heterospermum
- Ionopsidium prolongoi
- Ionopsidium savianum